# Robin Teverson
Robin Teverson, baron Teverson (ur. 31 marca 1952 w Dagenham) – brytyjski polityk i ekonomista, poseł do Parlamentu Europejskiego IV kadencji, par dożywotni.

## Życiorys
Z wykształcenia ekonomista, absolwent University of Exeter. Zawodowo związany z branżą transportową. Działacz Liberalnych Demokratów, został rzecznikiem tej partii ds. energii i zmian klimatycznych. W latach 1994–1999 sprawował mandat eurodeputowanego IV kadencji, pracując m.in. w Komisji ds. Rybołówstwa. Został później m.in. dyrektorem rady biznesowej Devon and Cornwall Business Council i dyrektorem niewykonawczym w Marine Management Organisation. W 2006 otrzymał tytuł barona i jako par dożywotni zasiadł w Izbie Lordów.